# Affetti speciali
Affetti speciali è un film commedia del 1989 diretto da Felice Farina e con protagonisti i Gemelli Ruggeri.

## Trama
Ivano e Cris, due fratelli che vivono sotto lo stesso tetto, diversi per carattere, ma legati da una profonda stima reciproca, vedono infrangersi la loro vita tranquilla dalla malattia della loro madre.
Quando la donna entra in coma irreversibile, Ivano e Cris si rivolgono a uno specialista incompetente che farà passare ai due fratelli una serie di disagi apparentemente senza fine, strumentalizando la falsa promessa di mantenere in vita la loro madre con l'ausilio di un fantomatico apparecchio medico che produrrà ulteriori problemi.